# المقبرة المسيحية في جدة
المقبرة المسيحية في جدة أو كما يطلق عليها مقبرة النصارى أو مقبرة الخواجات هي مقبرة مخصصة للمسيحين في حي البلد بمدينة جدة في غرب المملكة العربية السعودية  يُسمى الشارع المؤدي للمقبرة شارع مقبرة الخواجات 81.

## تاريخ المقبرة
تاريخيًا ارتبطت جدة بالمسيحيين، بحسب ما يورد الرحالة والمؤرخون في كتبهم، إذ تذكر هذه الكتب أن جالية مسيحية صغيرة، أغلبها من أصل يوناني، كانت تعيش في جدة، وبالذات في العصر المملوكي. كان يفرض على المسيحيين في جدة ارتداء زي معين، لتمييزهم ومنعهم من الاقتراب من منطقة باب مكة، لكن مع قدوم العثمانيين للحجاز تم إلغاء ذلك. كما كانت لهم مقابر لدفن موتاهم في جنوب جدة خارج السور، آنذاك، بالقرب من شارع الميناء حاليًا.
تشير الكتب إلى أن عدد المسيحيين الموجودين في مدينة جدة في عام 1274م كان 100 شخص تقريبًا. يشير الرحالة الفرنسي ديديه خلال زيارته جدة عام 1854م إلى تلك المقبرة: «إذ لم يكن يسمح بدفن المسيحيين بجدة شأن مكة المكرمة والمدينة المنورة، وكان يتم دفنهم في إحدى الجزر الصغيرة خارج جدة».
بحسب بعض المصادر التاريخية تعود تاريخ المقبرة إلى عام 1520، ميلادي حيث كانت تقيم في جدة أقلية مسيحية من أصل يوناني وخصصوا هذه المقبرة لموتاهم وكان هذا في عهد حكم دولة المماليك على جدة والحجاز بشكل عام. وفي عهد الدولة العثمانية دفن في هذه المقبرة القتلى من الجنود البرتغاليين اللذين كانوا يحاصرون مدينة جدة في القرن 16 ميلادي، ودفنت في هذه المقبرة جثث بعض الجنود البريطانيين أثناء الحرب العالمية الثانية.
في عام 2018، تم الاحتفال بالذكرى المئوية لانتهاء الحرب العالمية الأولى في المقبرة من قبل ممثلي القنصليات الأجنبية في جدة الذين وضعوا أكاليل الزهور على مقابر هوجان ولابادو هارج.
تدار مقابر الكومنولث من قبل هيئة الكومنولث لمقابر الحرب.

## الوضع الحالي للمقبرة
تحاط المقبرة بسور مرتفع، مساحته تقترب من الألف متر مربع، وفي داخلها تصطف مئات القبور، التي تعلوها شواهد من المرمر، حفرت عليها أسماء وتواريخ، وكثير منها محاط بالورود. المقبرة منظمة بحسب الأعمار فالأطفال يأخذون جانبًا، والكبار يدفنون في جانب آخر تماما. إجراءات الدفن لا تختلف كثيرًا عن تلك المتبعة في مقابر المسلمين، فعلى ذوي المتوفى أن يحضروا شهادة الوفاة وتصريح الدفن من السفارة التي يتبع لها. أي مسيحي يتوفى داخل السعودية ولا يرغب ذووه في نقله إلى بلاده يُجلب إلى هذه المقبرة، يروي حارس المقبرة أن كل أربعة أو ستة أشهر يدفن في المقبرة عدد يتراوح بين اثنين وثلاثة مسيحيين معظمهم من الجنسية الفلبينية والهندية، بالإضافة لوجود جثامين لجنسيتين عربيتين هما السودانية واللبنانية.
في داخل المقبرة توجد شواهد لقبور موتى قضوا في الحرب العالمية الثانية، على سبيل المثال هناك قبر لجندي بريطاني مجهول الهوية قُتل في الحرب العالمية الثانية، وعند زيارة أي قنصل بريطاني أو غربي للمقبرة فلا بد أن يضعوا على هذا القبر الأكاليل، وتضم المقبرة أيضا جثة أسترالي دفن عام 1885م، وألماني دفن هو الآخر عام 1912م بحسب الشواهد الموضوعة على قبريهما. لا تزال المقبرة تستخدم لدفن المتوفين من العمالة الأجنبية في المملكة العربية السعودية من المسيحيين وبالأخص الجالية الفلبينية المقيمة في السعودية.

## الإشراف على المقبرة
تشرف على المقبرة عدة قنصليات أجنبية في جدة ومنها القنصلية الأمريكية والقنصلية البريطانية والقنصلية الفرنسية والقنصلية الإثيوبية حيث تتناوب تلك القنصليات بشكل دوري سنوي على الاهتمام بالمقبرة وتشجيرها وتعيين حارس لها ودفع مرتبه الشهري. إجراءات الدفن تتطلب من أهل الميت شهادة وفاة من المستشفى، وبعدها يتم سداد رسوم الدفن ومقدارها 2500 ريال، ومن ثم يتم منحهم تصريح من القنصلية التي عليها مهمة الإشراف السنوي، إضافة إلى تصريح من القنصلية التي يتبع لها المتوفى. في حال إذا كان المتوفى بالغًا فإن ذويه يدفعون عنه 2500 ريال، بالإضافة إلى 500 ريال هي رسوم حجر الرخام (الشاهد) الذي يوضع على القبر، على أن يكون من النوع الفاخر، ومنقوشًا عليه اسم الميت وجنسيته وتاريخ وفاته، أما إذا لم يكن المتوفى بالغًا فيكتفى بدفع 500 ريال، بعد ذلك يقوم أهل الميت بوضعه في القبر سواء في غطاء معين أو في صندوق خاص تابوت. الوقت الرسمي لدفن الموتى هو من الصباح وحتى غروب الشمس، أما زيارة الموتى فتأتي في أي وقت من أوقات اليوم، ويصطحب الزوار معهم عادة إكليلًا من الزهور أو باقة من الورد وأحيانًا الشموع، ويطلبون من الحارس أن يضعها على قبور موتاهم.

## التجديد في التسعينات
كانت المقبرة في حالة سيئة منذ عشرينيات القرن الماضي، لكنها لا تزال تستخدم لدفن غير المسلمين. لقد تم تشكيل لجنة في أوائل التسعينيات من قبل القنصليات المحلية وتم التعاقد مع شركة اختارتها القنصلية الألمانية لتجديد المقبرة في عام 1995. بلغت تكلفة الترميم 350 ألف ريال وتم تمويلها من القنصلية المحلية وتبرعات من الشركات والأفراد.
تم تسوية المقبرة وإعادة طلاء الجدار وترميمه. كما تم تنظيف القبور التذكارية واستبدال علامات القبور الخرسانية القديمة بشواهد القبور الرخامية. نُقلت علامات القبور ذات الأهمية التاريخية مقابل الجدار الغربي للمقبرة لتوسيع المساحة. أيضًا زرعت النباتات بما في ذلك الأشجار والكروم. وفي عام 2000، تقدمت القنصلية الهولندية، نيابة عن اللجنة القنصلية، بطلب إلى وزارة الخارجية السعودية للحصول على قطعة أرض جديدة للدفن.